# The Trembling Hour
The Trembling Hour er en amerikansk stumfilm fra 1919 af George Siegmann.

## Medvirkende
- Helen Jerome Eddy som Margy Webb
- Kenneth Harlan som Ralph Dunstan
- Henry A. Barrows som George Belding
- Willis Marks som Bull Barnes
- Clyde E. Hopkins som John Belding